# Rudolf Gergel
Rudolf Gergel (* 9. srpna 1952) je bývalý československý fotbalista, útočník.

## Fotbalová kariéra
V československé lize hrál za Duklu Praha. Nastoupil v 53 ligových utkáních a dal 4 góly. V Poháru UEFA nastoupil ve 4 utkáních proti Djurgårdens IF Fotboll a FC Twente Enschede. Do Dukly přišel na vojnu z Jičína.

## Ligová bilance
| Ročník                                   | Zápasy | Góly | Klub        |
| ---------------------------------------- | ------ | ---- | ----------- |
| 1. československá fotbalová liga 1973/74 | 21     | 3    | Dukla Praha |
| 1. československá fotbalová liga 1974/75 | 20     | 0    | Dukla Praha |
| 1. československá fotbalová liga 1975/76 | 12     | 1    | Dukla Praha |
| CELKEM                                   | 53     | 4    |             |